# Bez doprovodu bubnů
Bez doprovodu bunů (1966, No Beat of Drum) je dobrodružný historický román pro mládež od anglické spisovatelky Hester Burtonové. Jeho děj se odehrává v letech 1829 až 1835 a je založen na skutečných událostech.

## Obsah románu
Hlavními hrdiny románu jsou dva mladí muži Joe a Dick Hintonovi, žijící se svou matkou a malou sestrou Phoebe na jihu Anglie ve vesnici Stantonský sv. Juda v Hampshiru, kde se živí jako zemědělští dělníci. Na počátku vyprávění jsou ještě dospívajícími chlapci a oba jsou zamilováni do svěřenky své matky, sirotka Mary Hoganové, která k Joeově nelibosti dává přednost staršímu Dickovi. Jednoho dne se všichni tři tajně pokouší jezdit na klisně pána místního panství, sira Hugha Freebourneho. Klisna se pod Mary splaší, při úprku narazí do zdi kovárny a musí být utracena. Mary je následně obviněna z krádeže a jen díky svému mládí není odsouzena k smrti, ale k deportaci do tehdy nově osidlované země – Austrálie.
Stále narůstající bída dožene na podzim roku 1830 zemědělské dělníky ke vzpouře. Především Dick se zúčastní rozbíjení mlátiček, které berou dělníkům práci. Zúčastní se i zapálení stohů a jednoho statku, zatímco Joe se snaží se sedláky domluvit po dobrém zvýšení mezd.
Vzpoura je nemilosrdně potlačena vojskem a oba bratři jsou stejně jako mnozí další odsouzeni jako předtím Mary k deportaci do Austrálie, konkrétně do Van Diemenovy země (Tasmánie). Jsou od sebe rozděleni a Dick je do vyhnanství poslán první. Joe pak zažije při přepravě na plachetnici v podpalubí vražedné horko a také bouři, při které se všichni trestanci potlučou, jak se loď zmítá ve vlnách. 
Po přistání nejsou trestanci vítáni tak jako posádka lodi vytrubováním vojenské kapely a vířením bubnů. Joe je přidělen svému novému pánovi, pro kterého pracuje prakticky jako otrok. Začátky nového života jsou těžké, plné dřiny a všudypřítomného nebezpečí uprostřed exotického buše. Podaří se mu objevit svého bratra Dicka, jak v příšerných podmínkách dře na stavbě velké násypné cesty a brzy se dozví, že ze stavby uprchl, čímž se stane psancem a na jeho hlavu je vypsána odměna.
Při ničivém lesním požáru se za dramatických okolností Joe znovu setká s Mary. Ta je provdána, ale její manžel při požáru zahyne a ona zdědí jeho pozemek. Joe se s Mary sblíží a oba se těší, že se po Joeově podmíněném propuštění vezmou.
Roku 1833 je Dick na útěku zastřelen a zemře Joeovi v náručí. Za další dva roky je Joe podmínečně propuštěn a může se oženit s Mary. Oba se těší, že po příjezdu Joeovy matky a Phoebe bude celá rodina opět pohromadě.

## Česká vydání
- Bez doprovodu bubnů, Albatros, Praha 1979, přeložil Milan Rejl.